# Mistrzostwa Europy w Lekkoatletyce 1962 – sztafeta 4 × 100 m mężczyzn
Sztafeta 4 × 100 metrów mężczyzn była jedną z konkurencji rozgrywanych podczas VII Mistrzostw Europy w Belgradzie. Biegi eliminacyjne zostały rozegrane 14 września, a bieg finałowy 16 września 1962 roku. Zwycięzcą tej konkurencji została sztafeta wspólnej reprezentacji Niemiec w składzie: Klaus Ulonska, Peter Gamper, Jochen Bender i Manfred Germar. W rywalizacji wzięło udział trzydziestu sześciu zawodników z dziewięciu reprezentacji.

## Rekordy
| Rekord świata     | Stany Zjednoczone · (Hayes Jones, Frank Budd, Charles Frazier, Paul Drayton) | 39,1 | Moskwa, ZSRR       | 15.07.1961 |
| Rekord Europy     | ZSRR · (Edwin Ozolin, Nikołaj Politiko, Jurij Konowałow, Łeonid Barteniew)   | 39,4 | Moskwa, ZSRR       | 15.07.1961 |
| Rekord mistrzostw | Niemcy · (Walter Mahlendorf, Armin Hary, Heinz Fütterer, Manfred Germar)     | 40,2 | Sztokholm, Szwecja | 24.08.1958 |

## Wyniki

### Eliminacje
Bieg 1
| Miejsce | Reprezentacja | Zawodnicy                                                          | Czas | Uwagi |
| ------- | ------------- | ------------------------------------------------------------------ | ---- | ----- |
| 1       | Francja       | Jean-Paul Lambrot, Guy Lagorce, Claude Piquemal, Jocelyn Delecour  | 40,0 | Q CR  |
| 2       | Węgry         | Imre Babos, Csaba Csutorás, László Mihályfi, Gyula Rábai           | 40,5 | Q     |
| 3       | Włochy        | Livio Berruti, Sergio Ottolina, Armando Sardi, Flavio Colani       | 40,6 | Q     |
| 4       | ZSRR          | Amin Tujakow, Edwin Ozolin, Sława Prochorowski, Igor Ter-Owanesian | 40,8 |       |

Bieg 2
| Miejsce | Reprezentacja   | Zawodnicy                                                        | Czas | Uwagi |
| ------- | --------------- | ---------------------------------------------------------------- | ---- | ----- |
| 1       | Wielka Brytania | Alf Meakin, Ron Jones, Berwyn Jones, David Jones                 | 39,8 | Q CR  |
| 2       | Niemcy          | Klaus Ulonska, Peter Gamper, Jochen Bender, Manfred Germar       | 39,9 | Q     |
| 3       | Polska          | Jerzy Juskowiak, Andrzej Zieliński, Zbigniew Syka, Marian Foik   | 39,9 | Q     |
| 4       | Szwecja         | Sven Hortewall, Bo Althoff, Sven-Åke Lövgren, Owe Jonsson        | 40,1 | NR    |
| 5       | Bułgaria        | Jordan Głuchczow, Weselin Welew, Todor Stalew, Michaił Byczwarow | 41,3 | NR    |

### Finał
| Miejsce | Reprezentacja   | Zawodnicy                                                         | Czas | Uwagi |
| ------- | --------------- | ----------------------------------------------------------------- | ---- | ----- |
| 1       | Niemcy          | Klaus Ulonska, Peter Gamper, Jochen Bender, Manfred Germar        | 39,5 | CR    |
| 2       | Polska          | Jerzy Juskowiak, Andrzej Zieliński, Zbigniew Syka, Marian Foik    | 39,5 | CR    |
| 3       | Wielka Brytania | Alf Meakin, Ron Jones, Berwyn Jones, David Jones                  | 39,8 | NR    |
| 4       | Francja         | Jean-Paul Lambrot, Guy Lagorce, Claude Piquemal, Jocelyn Delecour | 40,0 |       |
| 5       | Włochy          | Livio Berruti, Sergio Ottolina, Armando Sardi, Flavio Colani      | 40,3 |       |
| 6       | Węgry           | Imre Babos, Csaba Csutorás, László Mihályfi, Gyula Rábai          | 40,5 |       |